# 중앙경마

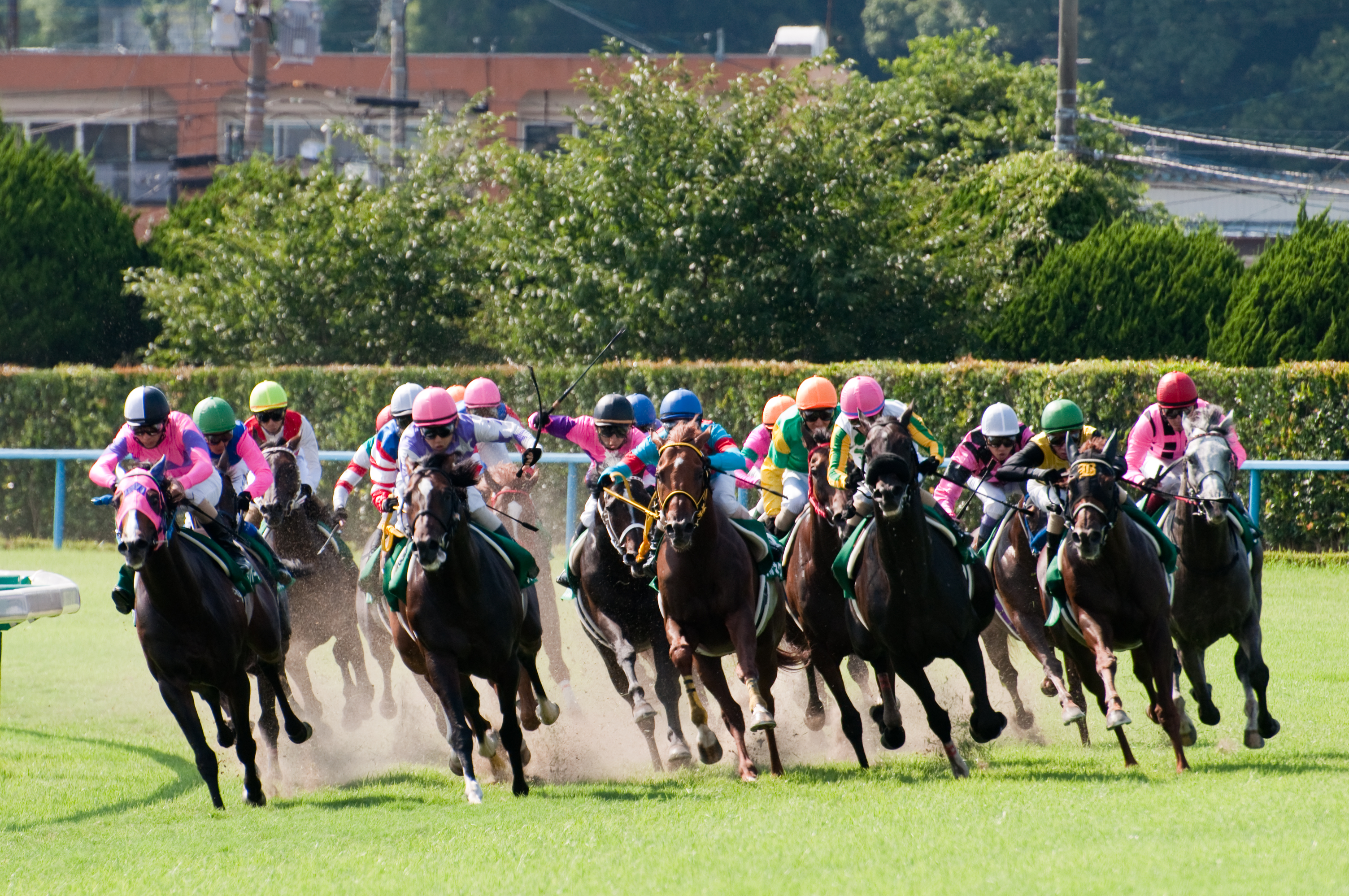
2010년 코쿠라 기념.

중앙경마(일본어: 中央競馬 츄오케이바[*], 영어: national racing)는 일본중앙경마회가 주관하는 경마다. 1954년 9월 25일 도쿄경마장, 교토경마장에서 처음 개최되었다. 지방경마전국협회가 총괄하는 지방경마와는 운영과 조직이 분리되어 있다.
현재 중앙경마는 10개 경마장에서 연간 최대 288일간 진행된다. 10개 경마장에서 원칙적으로 주말 토일요일 2일을 4주간, 8일을 개최하는 것이 기본이다. 평년 365일은 52주 + 1일이므로 52를 4로 나누면 13개최가 되지만, 관동(도쿄・나카야마)에서 10개최, 관서(교토・한신에서 10개최, 츄쿄・코쿠라・후쿠시마・니가타에서 각 3개최, 북해도(삿포로・하코다테)에서 4개최 하여 합계 36개최를 기본으로 한다.